# آریارمنه
آریارَمْنَه (به پارسی باستان: )‏ نیای داریوش بزرگ از شاهان هخامنشی است همچنین برادر کوچک‌تر کورش یکم نیای کوروش بزرگ است. پدرش چیش‌پیش پادشاهی خود را بین دو پسرش تقسیم نمود. وی به آریارمنه عنوان «شاه پارس» را داد.
آریارمنه (پارسی باستان: ARIYĀRAMNA/اَرییارَمنَه؛ عیلامی: Har-ri-ya-ra-um-na/هر-ری-یَ-رَ-اُم-نَه؛ اَکَدی: ʾ-Ar-ḭa-ra-am-na/اَر-ییَ-رَ-اَم-نَ-ع؛ یونانی:Ariaramnēs/اَرییَرَمنِس) فرزند چیش‌پیش و شاه پارس می‌باشد. پس از وی فرزندش آرشامه به پادشاهی پارس رسید. داریوش در سنگ‌نبشته بیستون می‌گوید پدر من ویشتاسپ است. پدر ویشتاسپ آرشام بود؛ پدر آرشام آریارمنه بود؛ پدر آریارمنه چیش‌پیش بود؛ پدر چیش‌پیش هخامنش بود.
اَرییارَمنَه نامی است از زبان پارسی باستان؛ برگرفته از Aryārāman-/اَریارامَن-، و از aryā-/اَریا- «آریایی‌ها» و rāman-/رامَن- «خوشی و صلح» به معنای «رامش‌دهندهٔ آریایی‌هاً».

## کتیبه میخی
دبیره میخی هخامنشی که در سال ۱۲۹۹ شمسی در همدان یافت شد، منسوب به اوست. این لوح زرین که اکنون در موزه برلین می‌باشد دارای یازده سطر است که سطر آخر آن از میان رفته‌است. ترجمه این لوح چنین است: متن کتیبه بدین شرح است «آریارمنه، شاه بزرگ، شاه شاهان، شاه در پارس، پسر چیش‌پیش، نوه هخامنش. آریارمنه شاه می‌گوید: این کشور پارس که من دارم، دارای اسبان خوب و مردان (است) خدای بزرگ اهورامزدا (آن را) به من عطا فرمود. به خواست اهورامزدا من شاه در این کشور هستم. آریارمنه شاه گوید: اهورامزدا به من یاری ارزانی فرماید.»

### نظرات در مورد کتیبه
- علیرضا شاپور شهبازی می‌نویسد اینکه آریارمنه در بهترین حالت بزرگ یک ارباب محلی (استانی) خراجگزار مادها بوده‌است خود را با لقب تعجب‌برانگیز «شاه بزرگ، شاه شاهان، شاه پارس» بنامد و متن کوچکی که حاوی حداقل هفت اشتباه دستوری مشابه مواردی که در متون متاخر هخامنشی با آن برخورد می‌شود غیر اصل بودن این نوشته را ثابت می‌کند. حتی اگر این کتیبه یک اثر جعلی معاصر نباشد متن احتمالاً به دستور یکی آخرین شاهان هخامنشی حک شده‌است و به منظور ارج نهادی به نیای خویش.[۵]
- به نوشته رونالد کنت این کتیبه نه در زمان آریارمنه بلکه در زمان اردشیر دوم تهیه شده‌است. این کار به منظور بالابردن خاندان آریارمنه و جزیی از کارهای ضد کوروش اردشیر دوم بوده‌است.[۶]
- دانشنامه بریتانیکا آنرا نخستین اثر پارسی باستان می‌داند.[۷]
- رابرت پین در مقاله‌ای با عنوان شکوه پارس از آریارمنه به عنوان نخستین کسی یاد می‌کند که خود را شاهنشاه نامید.[۸][۹] [نیازمند منبع]

چنان‌که محققان نشان داده‌اند، در این الواح خطاهای دستوری وجود دارد و زبان پراشتباه به کار رفته در آنها مانند کتیبه‌های متأخر هخامنشی است، یعنی زمانی که کاتبان دیگر نمی‌توانستند متن‌های درست به‌ خط میخی باستانی فارسی باستان تحریر کنند. از این رو، به نظر می‌رسد این دو لوح اصالت نداشته باشند. به نظر می‌رسد متن این لوح‌ها نشان از ساختگی بودن آنهاست. در هر دو لوح، اریامنه و آرشام «شاه بزرگ و شاه شاهان» خوانده شده‌اند، که بر پایهٔ آگاهی‌های موجود چنین القابی دربارهٔ این دو نمی‌توانسته‌ است به کار رود.